# 藤原顕季
藤原 顕季（ふじわら の あきすえ) は、平安時代後期の貴族・歌人。藤原北家魚名流、正四位下美濃守・藤原隆経の次男。官位は正三位・修理大夫。六条修理大夫と号した。歌道家の流派の一つ六条藤家の祖。善勝寺流初代。

## 経歴
藤原北家魚名流の後裔である美濃守・藤原隆経の子として誕生。末茂の子孫では光孝天皇の母・藤原沢子の甥として中納言に昇った有穂が唯一の公卿であり、顕季の家は代々受領を務める中級貴族に属する家であった。
母が白河天皇の乳母であったため、乳兄弟として白河天皇の信任が厚く、若い頃より讃岐国・丹波国・尾張国と上国の国司を歴任。永保3年（1083年）には29歳にして早くも正四位下に昇進する。その後も大国である播磨守や大宰大弐を務めながら財力を蓄え、その邸宅六条殿は白河院の院庁となるほど豪勢なものであった。また、家格を上げるために、白河上皇の生母藤原茂子の兄である藤原実季の養子にもなった。
院の近臣として権勢を誇り、長治元年（1104年）には従三位に昇進、末茂の子孫としては前述の有穂以来約200年ぶりの公卿となった。しかしながら、議政官への昇進は叶わず、極官は正三位・修理大夫であった。なお、顕季が白河法皇に対して参議への任官希望を伝えたものの、漢詩を作れない事を理由に沙汰止みになったとされる。
顕季の三人の子（長実・家保・顕輔）及びその子孫も院の近臣として活躍。顕季から始まる家系は善勝寺流と呼ばれ、四条家を始めとして、7家の堂上家（羽林家）を輩出した。

## 官歴
『公卿補任』による。
- 延久元年（1069年） 12月17日：左兵衛尉
- 延久4年（1072年） 12月8日：六位蔵人
- 延久5年（1073年） 正月30日：左近衛将監。8月29日：従五位下（蔵人、臨時）、左近衛将監如元
- 延久6年（1074年） 正月28日：左兵衛権佐
- 承保2年（1075年） 正月28日：兼讃岐守（甥播磨守経平以坊官賞譲）
- 承保3年（1076年） 正月5日：従五位上（労）。11月29日：正五位下（造六条廊殿功）
- 承暦2年（1078年） 正月6日：従四位下（陽明門院御給）。6月19日：丹波守（元讃岐守）
- 承暦5年（1081年） 正月26日：従四位上（讃岐治国賞）
- 永保3年（1083年） 正月6日：正四位下（陽明門院御給）
- 応徳元年（1084年） 12月26日：尾張守（元丹波守）
- 寛治4年（1090年） 8月10日：伊予守（敦家卒去替、元尾張守）
- 寛治8年（1094年） 2月22日：播磨守（元伊予守）。7月13日：修理大夫、守如元
- 康和3年（1101年） 7月7日：美作守、大夫如元（元尾張守）
- 康和4年（1102年） 3月20日：正四位上（院司）
- 康和5年（1103年） 8月17日：春宮亮、大夫守如元、院別当
- 康和6年（1104年） 正月28日：従三位、大夫如元、去亮守
- 天仁元年（1108年） 11月20日：正三位（造宮賞）
- 天永2年（1111年） 正月23日：太宰大弐、大夫如元
- 保安3年（1122年） 12月21日：辞修理大夫
- 保安4年（1123年） 8月24日：出家。9月6日：薨去

## 歌人として
藤原忠通主催の歌合ほかで判者を務める等、時代を代表する歌人であった。自身も歌合を主催する等精力的に活動した。承暦2年（1078年）の『承暦二年内裏歌合』、寛治7年（1093年）の『堀河百首』、『郁芳門院根合』、『堀河院艶書合』、『鳥羽殿北面歌合』等に出詠して名声を博した。
元永元年（1118年）には、柿本人麻呂の図像を祭り歌を献じたが、これは史上最初の「人麿影供（えいぐ）」の記録とされる。
『後拾遺和歌集』以下の勅撰和歌集に48首の作品が採録されている。特に白河法皇の院宣により編纂された『金葉和歌集』には20首が入首し、顕季の歌が巻頭に記されている。家集に『六条修理大夫集』がある。

## 代表的な歌
- 鴫のふすかり田にたてる稲茎の否とは人のいはずもあらなん（後拾遺和歌集）
- み山いでてまだ里なれぬ時鳥うはの空なる音をやなくらん（金葉和歌集）
- 夏衣すそのの草葉ふく風におもひもあへず鹿やなくらん（金葉和歌集）
- わが恋は烏羽にかく言の葉のうつさぬほどはしる人もなし（金葉和歌集）
- わぎもこが声たちききし唐衣その夜の露に袖はぬれにき（金葉和歌集）
- 種まきしわが撫子の花ざかりいく朝露のおきて見つらん（詞花和歌集）
- 五月闇さ山の峰にともす火は雲のたえまの星かとぞみる（千載和歌集）
- 夜とともに行方もなき心かな恋は道なきものにぞありける（千載和歌集）
- 霞しく木の芽はるさめふるごとに花の袂はほころびにけり（新勅撰和歌集）

## 系譜
- 父：藤原隆経
- 母：藤原親子 - 藤原親国の娘、[4]白河天皇乳母、従二位
- 養父：藤原実季
- 妻：藤原経平の娘
  - 長男：藤原長実（1075-1133）
  - 次男：藤原家保（1080-1136）
  - 三男：藤原顕輔（1090-1155）
  - 女子：藤原宗通室（?-1150）、伊通・季通・成通母
- 生母不明
  - 四男：覚顕
  - 五男：顕宗
  - 女子：源顕雅室、後藤原仲実室
  - 女子：藤原経実室（?-1114[5]）
  - 女子：藤原敦兼室、季行母。
  - 女子：三条実行室、公教母。
  - 女子：源雅定正室

- 義兄弟：藤原通俊…妻の兄弟。歌人。『後拾遺和歌集』選者。